# Lista de finalistas de American Idol

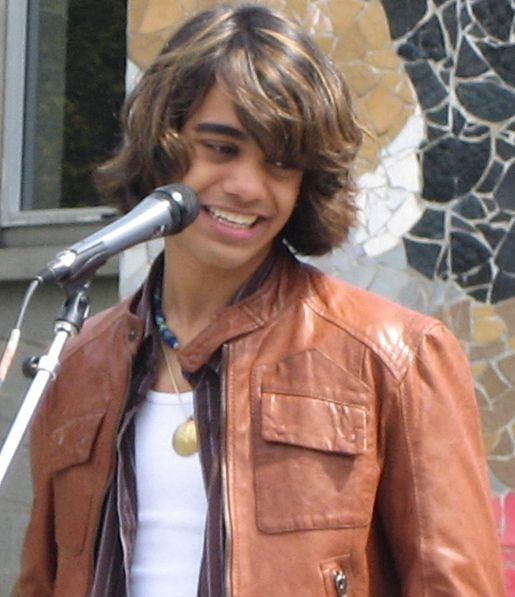
Sanjaya Malakar, que ficou em sétimo na sexta temporada.

A seguir se apresenta a lista dos finalistas de American Idol, um programa de televisão norte-americano no qual aspirantes a cantores competem pelos votos do público para que possam vencer. Transmitido em um formato não-convencional de reality show, o primeiro episódio foi emitido na noite de 11 de Junho de 2002 pela rede de televisão Fox Broadcasting Company. Contudo, devido a um declínio em audiência, o programa acabou sendo cancelado em 2015, com o último episódio da décima quinta temporada sendo transmitido na Fox na noite de 17 de Abril de 2016. Todavia, uma décima sexta temporada de American Idol acabou sendo produzida pela American Broadcasting Company e transmitida em 2018.
À cada temporada do programa, a ronda final da competição é geralmente constituída por doze cantores, à excepção da primeira, na qual houve apenas dez, e da oitava temporada, na qual houve treze. Um total de 178 concorrentes chegaram ao final de todas as temporadas. Os requisitos de idade mencionavam que apenas indivíduos entre os 15 e 29 anos de idade poderiam participar. Dentre todos os finalistas, 55 deles eram menores de 20 anos, inclusive três vencedores e cincp vice-campeões. A vencedora da primeira temporada, Kelly Clarkson, detém actualmente o recorde de álbuns mais vendidos em todo o mundo, com mais de 25 milhões de cópias, enquanto a vencedora da quarta temporada, Carrie Underwood, detém o recorde de álbum mais vendido em território nacional, com mais de 13 milhões de cópias.
Na primeira temporada, Jim Verraros, um concorrente abertamente homossexual, foi aconselhado pela Fox a esconder todas as menções sobre a sua orientação sexual no seu jornal online, como os produtores "achavam que [ele] estivesse a tentar ganhar mais votos". Durante a segunda temporada, o finalista Corey Clark foi desclassificado quando foi revelado que havia sido preso e acusado de resistir à prisão, agredido sua irmã, e restrição criminal. Na quinta temporada, os eleitores alegaram que o número de telefone para chamadas discadas para Chris Daughtry, durante os poucos primeiros minutos da votação foram enviados para as linhas de Katharine McPhee, quando ouviam a sua mensagem gravada a agrader-lhes pelo voto para McPhee. Na sétima temporada, foi revelado que Carly Smithson assinara um contrato discográfico com a editora MCA Records no passado. Relatórios sugeriram que a MCA havia gasto mais de 2 milhões de dólares americanos na promoção do álbum anterior de Smithson, lançado sob o pseudónimo Carly Hennessy. O álbum vendeu menos de 400 cópias. Smithson permaneceu no programa, tendo terminado em sexto lugar na sua temporada. Na décima primeira temporada, em 2012, uma grande polémica ocorreu quando o concorrente Jermaine Jones, que havia sido trazido de volta pelos jurados após ter sido eliminado em Las Vegas fora desqualificado do programa já na fase final por não ter divulgado para a produção do programa o seu histórico criminal: o candidato tinha mais de uma passagem pela polícia.

## Finalistas
- O campo "Idade" mostra a idade do participante no momento da participação.

### 1.ª temporada: 2002
Os episódios finais da temporada foram transmitido em oito semanas, com cada finalista interpretando uma canção ou canções seleccionadas de acordo com o tema da semana. Com 58% dos votos do público, Kelly Clarkson foi coroada como a primeira vencedora do programa.

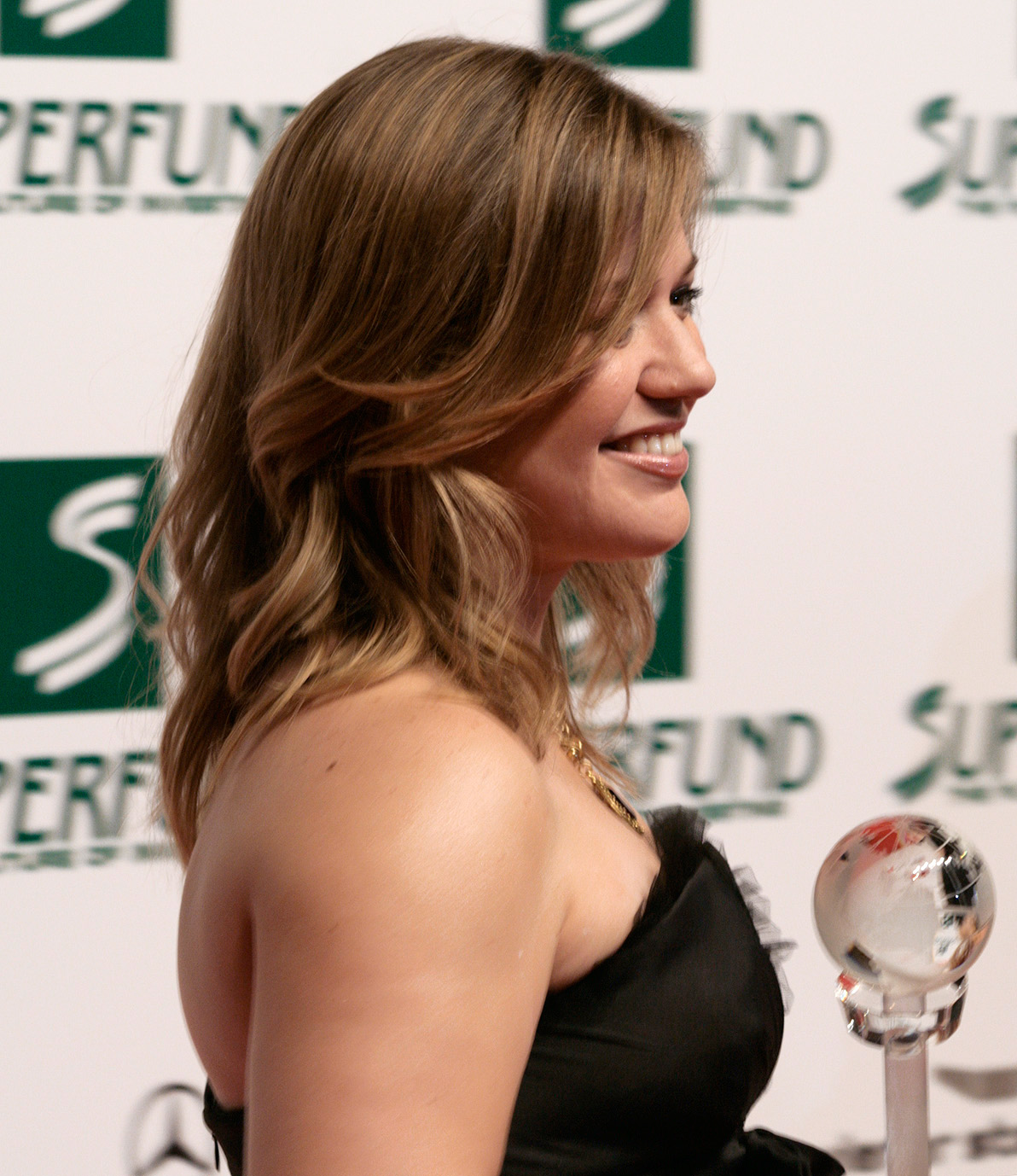
Kelly Clarkson, a vencedora da primeira temporada.

| Nome                | Idade | Cidade natal            | Posição   |
| ------------------- | ----- | ----------------------- | --------- |
| EJay Day            | 20    | Lawrenceville, Geórgia  | 10.ª      |
| Jim Verraros        | 19    | Chicago, Illinois       | 10.ª      |
| A. J. Gil           | 17    | San Diego, Califórnia   | 8.ª       |
| Ryan Starr          | 19    | Los Angeles, Califórnia | 7.ª       |
| Christina Christian | 21    | Brooklyn, Nova Iorque   | 6.ª       |
| R. J. Helton        | 21    | Cumming, Georgia        | 5.ª       |
| Tamyra Gray         | 23    | Takoma Park, Maryland   | 4.ª       |
| Nikki McKibbin      | 23    | Grand Prairie, Texas    | 3.ª       |
| Justin Guarini      | 23    | Doylestown, Pensilvánia | 2.ª       |
| Kelly Clarkson      | 20    | Burleson, Texas         | Vencedora |

### 2.ª temporada: 2003
Ruben Studdard foi o vencedor da temporada, com Clay Aiken terminando em segundo lugar. De 24 milhões de votos computados, foi dito que Studdard terminou com 130 mil votos a mais que Aiken. Uma certa controvérsia ocorreu quando a semi-finalista Frenchie Davis foi expulsa do programa por terem sido encontradas fotos nuas suas na internet. Além disso, o competidor Corey Clark, que foi removido do programa devido a problemas com a polícia, alegou que estava tendo relações sexuais com a jurada Paula Abdul. Uma investigação descobriu nada que confirmasse o fato e Abdul continuou como jurada.

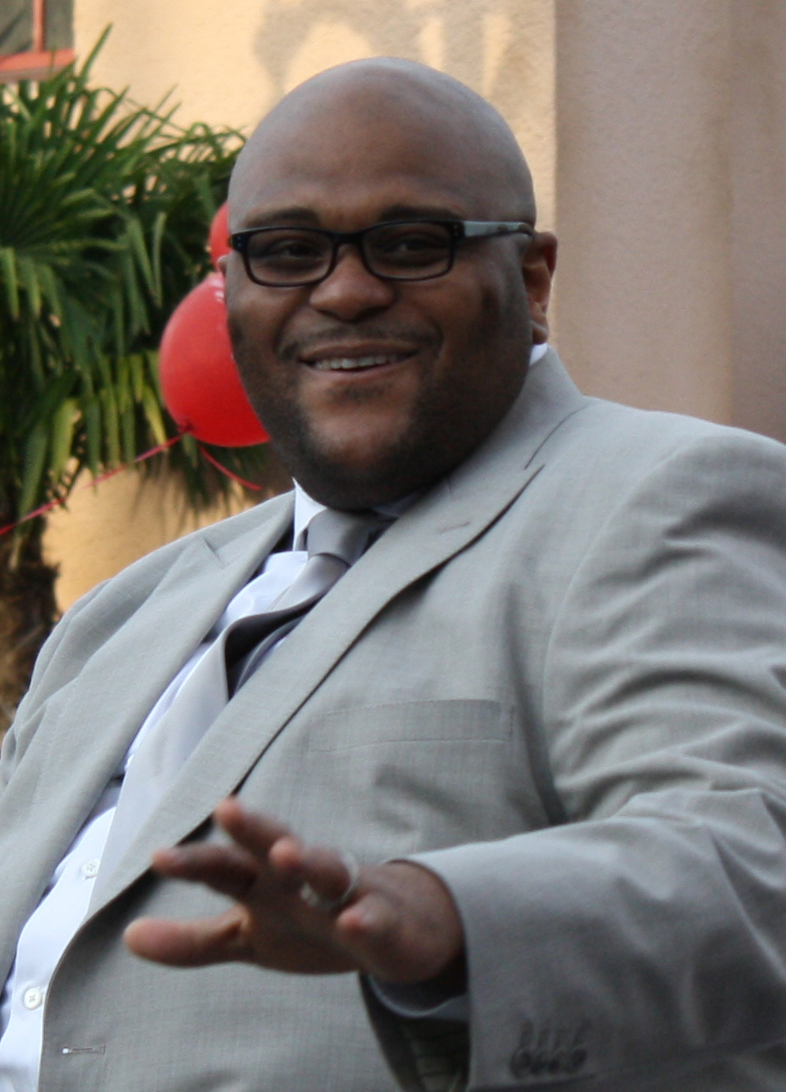
Ruben Studdard, vencedor da segunda temporada.

| Nome              | Idade | Cidade natal               | Posição  |
| ----------------- | ----- | -------------------------- | -------- |
| Vanessa Olivarez  | 22    | Atlanta, Geórgia           | 12.ª     |
| Charles Grigsby   | 24    | Oberlin, Ohio              | 11.ª     |
| Julia DeMato      | 24    | Brookfield, Connecticut    | 10.ª     |
| Corey Clark       | 22    | Nashville, Tennessee       | 9.ª      |
| Rickey Smith      | 23    | Keene, Texas               | 8.ª      |
| Kimberly Caldwell | 21    | Katy, Texas                | 7.ª      |
| Carmen Rasmusen   | 18    | Bountiful, Utah            | 6.ª      |
| Trenyce           | 23    | Memphis, Tennessee         | 5.ª      |
| Josh Gracin       | 22    | Oceanside, Califórnia      | 4.ª      |
| Kimberley Locke   | 25    | Nashville, Tennessee       | 3.ª      |
| Clay Aiken        | 24    | Raleigh, Carolina do Norte | 2.ª      |
| Ruben Studdard    | 25    | Birmingham, Alabama        | Vencedor |

### 3.ª temporada: 2004
A terceira edição do American Idol estreou na noite de 19 de Janeiro de 2004. Após uma votação nacional com mais de 65 milhões de votos no total, Fantasia Barrino venceu e Diana DeGarmo ficou em segundo. Barrino teve a honra de ser a primeira artista feminina a estrear com o seu primeiro single na primeira posição da Billboard Hot 100. Após o programa, a concorrente Jennifer Hudson estrelou o filme Dreamgirls ao lado de Beyoncé Knowles, Eddie Murphy, James Fox e Anika Noni Rose. O filme rendeu-lhe o Óscar de Melhor Actriz Secundária.

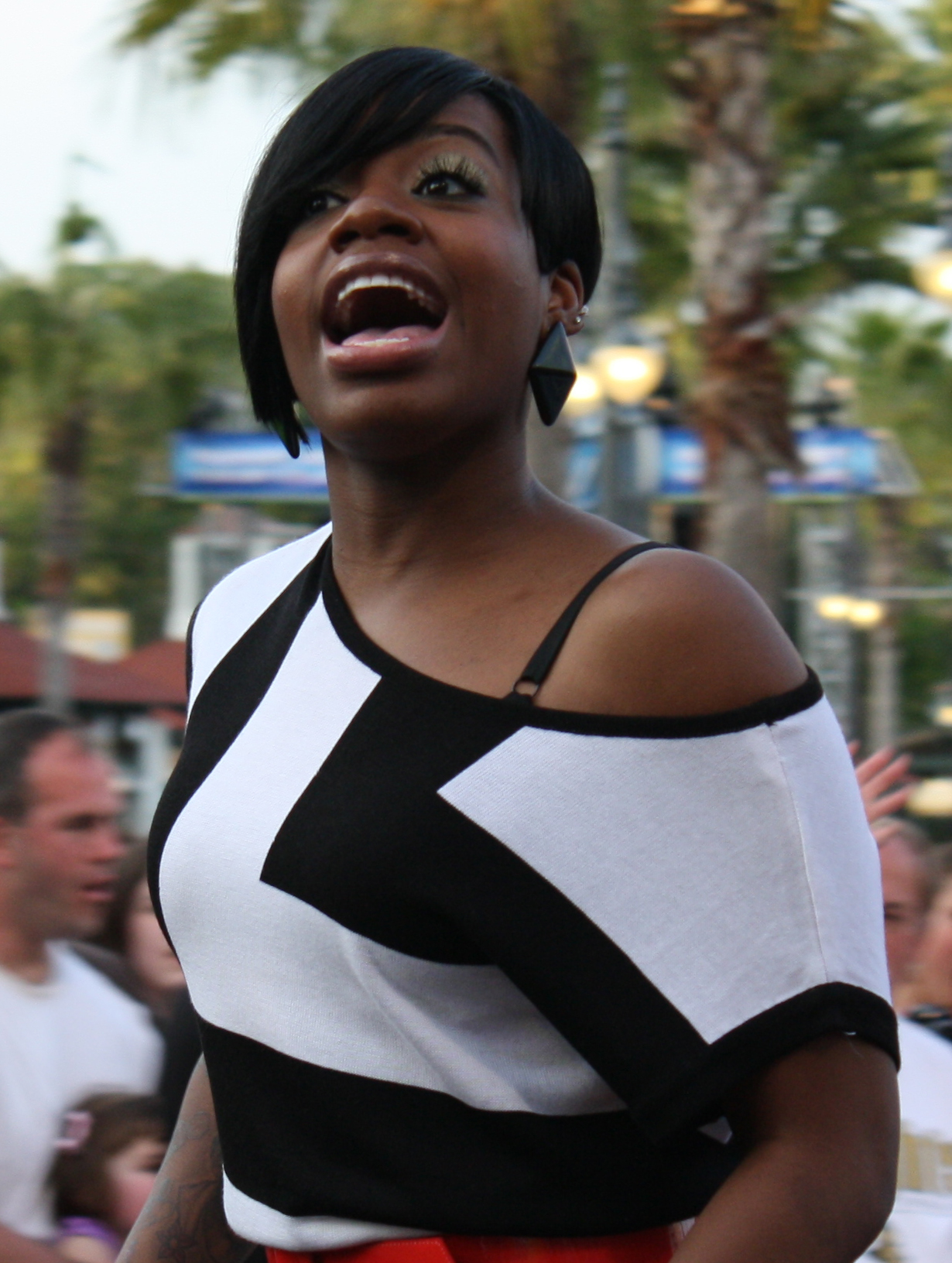
Fantasia Barrino, vencedora da terceira temporada.

| Nome             | Idade | Cidade natal                  | Posição   |
| ---------------- | ----- | ----------------------------- | --------- |
| Leah LaBelle     | 17    | Seattle, Washington           | 12.ª      |
| Matthew Rogers   | 25    | Rancho Cucamonga, Califórnia  | 11.ª      |
| Amy Adams        | 24    | Bakersfield, Califórnia       | 10.ª      |
| Camile Velasco   | 18    | Haiku-Pawela, Havai           | 9.ª       |
| Jon Peter Lewis  | 24    | Rexburg, Idaho                | 8.ª       |
| Jennifer Hudson  | 22    | Chicago, Illinóis             | 7.ª       |
| John Stevens     | 16    | East Amherst, Nova Iorque     | 6.ª       |
| George Huff      | 22    | Nova Orleães, Louisiana       | 5.ª       |
| LaToya London    | 25    | Oakland, Califórnia           | 4.ª       |
| Jasmine Trias    | 17    | Mililani, Hawaii              | 3.ª       |
| Diana DeGarmo    | 16    | Snellville, Geórgia           | 2.ª       |
| Fantasia Barrino | 19    | High Point, Carolina do Norte | Vencedora |

### 4.ª temporada: 2005
A quarta temporada do programa estreou na noite de 18 de Janeiro de 2005 nos EUA. Esta temporada viu novas regras a serem implementadas no concurso. Ao invés de serem divididos em grupos durante as semi-finais, todo os semi-finalistas apresentavam-se e os dois homens e as duas mulheres menos votados eram eliminados, até restarem apenas doze participantes, quando a competição prosseguia normalmente. O episódio final foi transmitido a 24 de Maio, com Carrie Underwood como a vencedora.

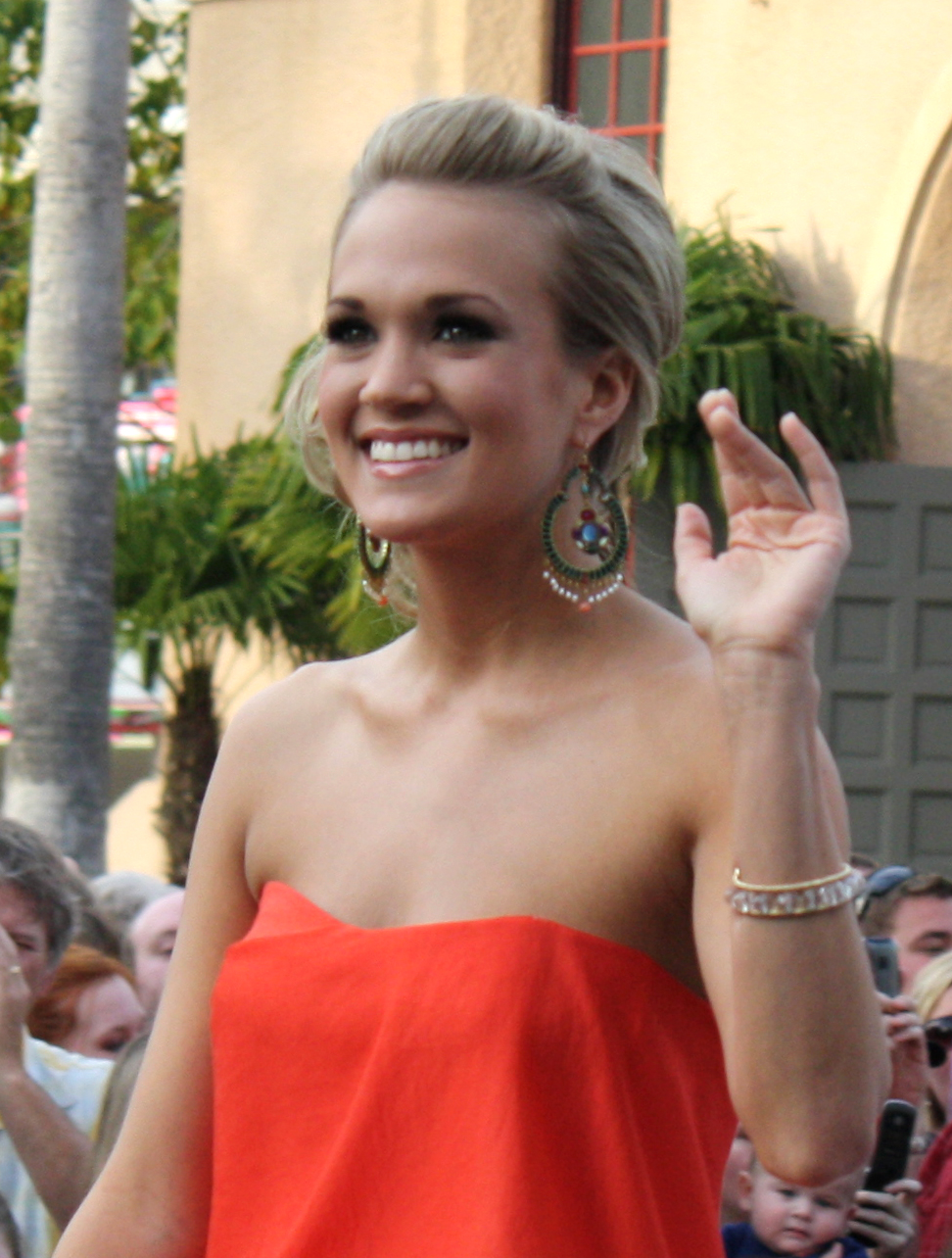
Carrie Underwood, vencedora da quarta temporada.

| Nome                 | Idade | Cidade natal             | Posição   |
| -------------------- | ----- | ------------------------ | --------- |
| Lindsey Cardinale    | 20    | Ponchatoula, Louisiana   | 12.ª      |
| Mikalah Gordon       | 17    | Las Vegas, Nevada        | 11.ª      |
| Jessica Sierra       | 19    | Tampa, Flórida           | 10.ª      |
| Nikko Smith          | 22    | Town & Country, Missouri | 9.ª       |
| Nadia Turner         | 28    | Miami, Flórida           | 8.ª       |
| Anwar Robinson       | 25    | East Orange, Nova Jérsia | 7.ª       |
| Constantine Maroulis | 29    | Nova Iorque, Nova Iorque | 6.ª       |
| Scott Savol          | 28    | Shaker Heights, Ohio     | 5.ª       |
| Anthony Fedorov      | 19    | Trevose, Pensilvánia     | 4.ª       |
| Vonzell Solomon      | 21    | Fort Myers, Flórida      | 3.ª       |
| Bo Bice              | 29    | Helena, Alabama          | 2.ª       |
| Carrie Underwood     | 21    | Checotah, Oklahoma       | Vencedora |

### 5.ª temporada: 2006
A quinta temporada do programa começou a ser exibida em 17 de Janeiro de 2006 nos EUA. Katharine McPhee e Chris Daughtry, que muitos apostavam que disputariam a final, foram os dois menos votados no Top 4, com a eliminação de Daughtry. De seguida, no Top 3, os três participantes ficaram empatados com 33% dos votos e por décimos atrás, Elliott Yamin foi eliminado. Taylor Hicks e Katharine McPhee disputaram a final, que consagrou Taylor como o vencedor da temporada. Taylor hoje actua na Broadway, enquanto Katharine prepara seu segundo CD junto a David Foster, mas ambos não foram bem sucedidos como os vencedores anteriores e posteriores.

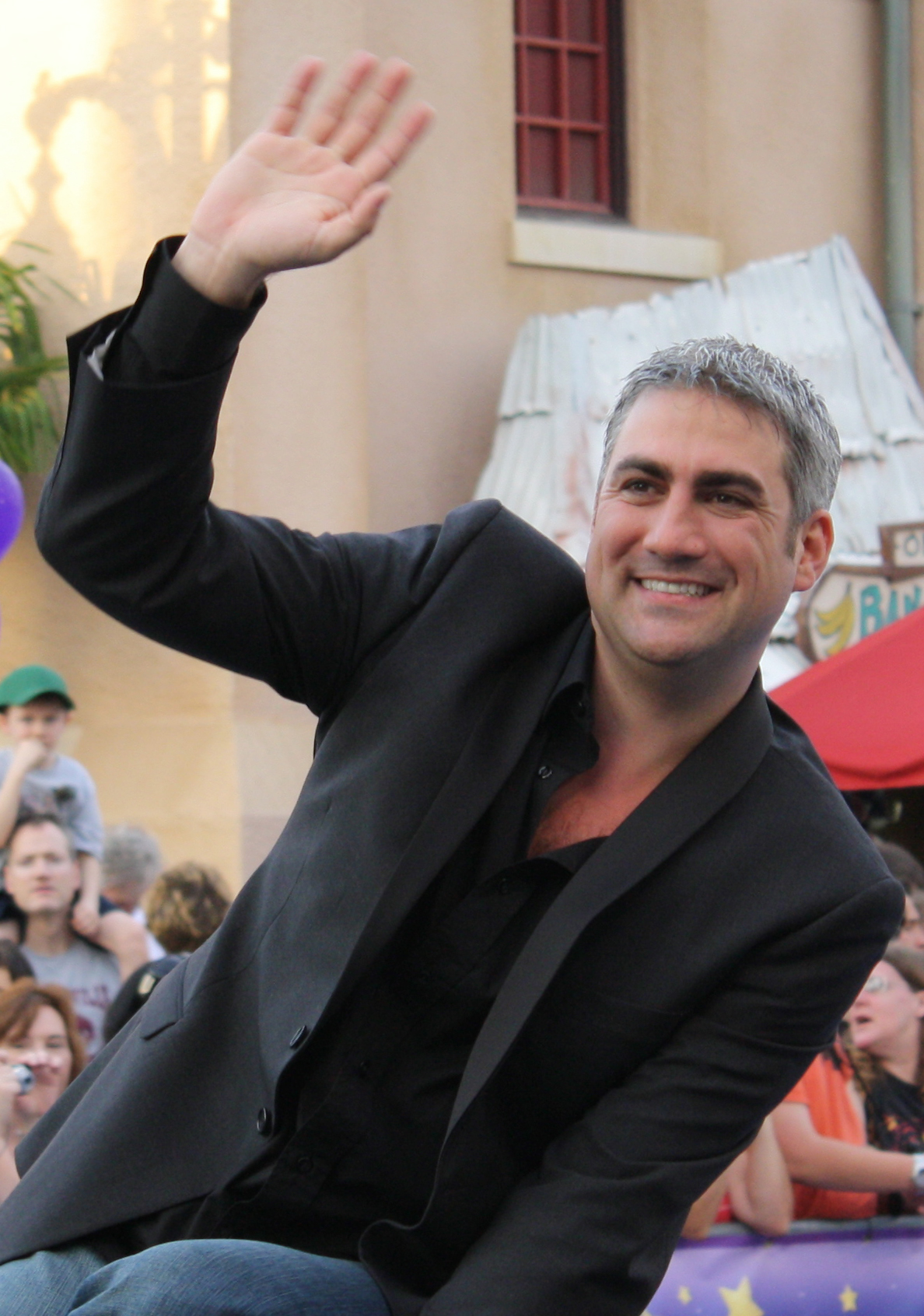
Taylor Hicks, vencedor da quinta temporada.

| Nome             | Idade | Cidade natal                    | Posição  |
| ---------------- | ----- | ------------------------------- | -------- |
| Melissa McGhee   | 21    | Tampa, Flórida                  | 12.ª     |
| Kevin Covais     | 16    | Levittown, Nova Iorque          | 11.ª     |
| Lisa Tucker      | 16    | Anaheim, Califórnia             | 10.ª     |
| Mandisa          | 29    | Antioch, Tennessee              | 9.ª      |
| Bucky Covington  | 28    | Rockingham, Carolina do Norte   | 8.ª      |
| Ace Young        | 25    | Denver, Colorado                | 7.ª      |
| Kellie Pickler   | 19    | Albemarle, Carolina do Norte    | 6.ª      |
| Paris Bennett    | 17    | Fayetteville, Geórgia           | 5.ª      |
| Chris Daughtry   | 26    | McLeansville, Carolina do Norte | 4.ª      |
| Elliott Yamin    | 27    | Richmond, Virgínia              | 3.ª      |
| Katharine McPhee | 21    | Los Angeles, Califórnia         | 2.ª      |
| Taylor Hicks     | 29    | Birmingham, Alabama             | Vencedor |

### 6.ª temporada: 2007
A sexta temporada do American Idol contou com os mesmos ingredientes do das outras, com participantes engraçados e desafinados. As mulheres dominaram completamente a temporada, tendo Lakisha Jones, Melinda Doolittle e Jordin Sparks. O programa ganhou um polémico cantor que ia mal todas as semanas e sempre tinha muitos votos, Sanjaya Malakar. Simon chegou a dizer que se Sanjaya vencesse a competição, ele sairia do programa. E depois, Sanjaya foi eliminado. No final, Jordin Sparks conquistou a vitória, vencendo Blake Lewis. Jordin gravou o single "This Is My Now". Sucesso não se traduz em vendas, mas as boas do American Idol com o mercado voltaram com a vencedora da sexta edição. Sparks, é a vencedora mais jovem do programa (apenas 16 anos quando venceu). Seu primeiro álbum, lançado em 2007, vendeu cerca de 1 milhão e meio de cópias e ganhou um American Music Award para Artista Favorita de Contemporâneas, e uma nomeação ao Grammy de Melhor Álbum Pop. Jordin se igualou a Kelly Clarkson e Carrie Underwood na Billboard.

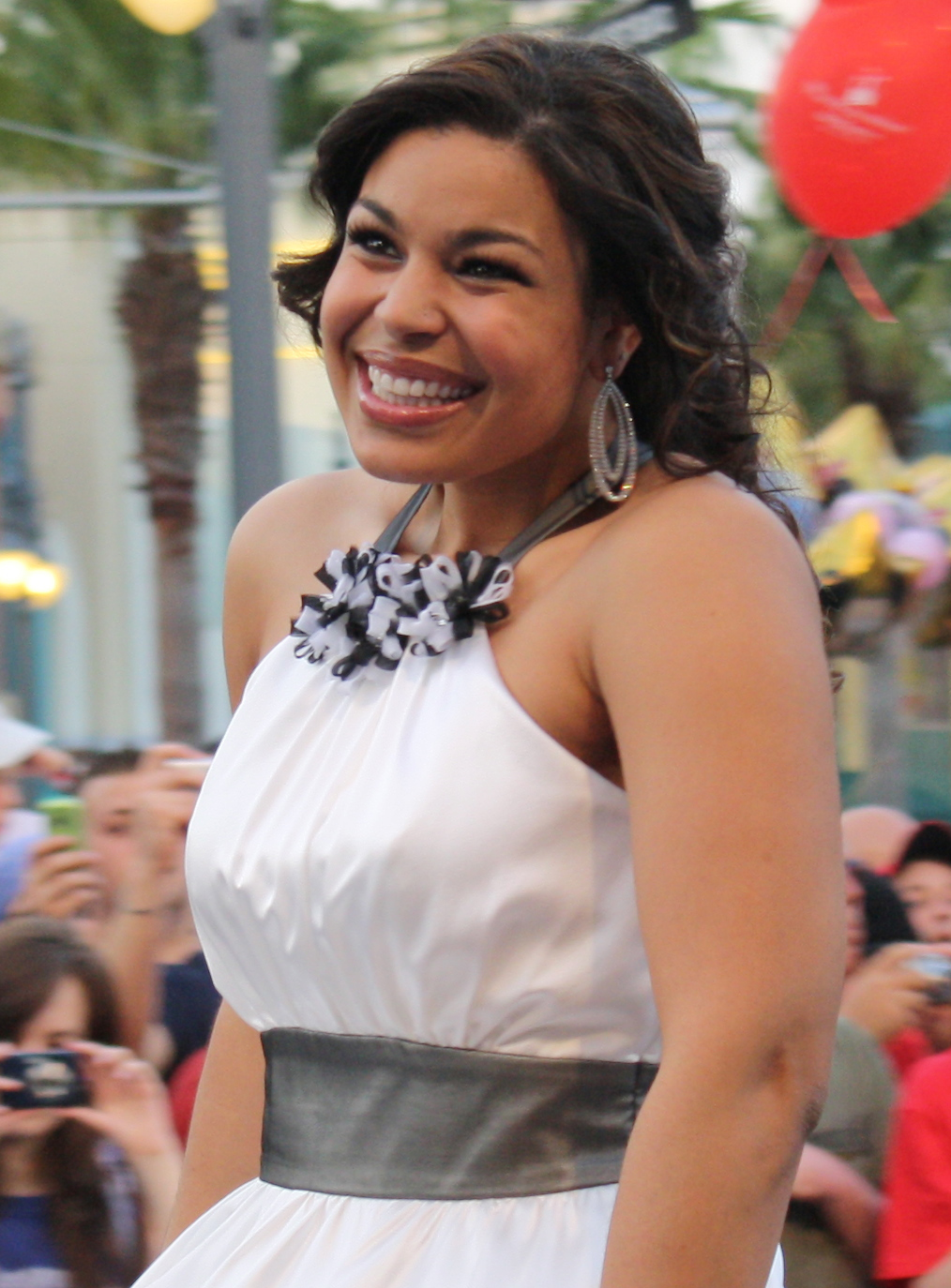
Jordin Sparks, vencedora da sexta temporada.

| Nome              | Idade | Cidade natal                | Posição   |
| ----------------- | ----- | --------------------------- | --------- |
| Brandon Rogers    | 28    | North Hollywood, Califórnia | 12.ª      |
| Stephanie Edwards | 19    | Savannah, Geórgia           | 11.ª      |
| Chris Sligh       | 28    | Greenville, Carolina do Sul | 10.ª      |
| Gina Glocksen     | 22    | Naperville, Illinois        | 9.ª       |
| Haley Scarnato    | 24    | San Antonio, Texas          | 8.ª       |
| Sanjaya Malakar   | 17    | Federal Way, Washington     | 7.ª       |
| Phil Stacey       | 29    | Jacksonville, Flórida       | 6.ª       |
| Chris Richardson  | 22    | Chesapeake, Virgínia        | 6.ª       |
| LaKisha Jones     | 27    | Fort Meade, Maryland        | 4.ª       |
| Melinda Doolittle | 29    | Brentwood, Tennessee        | 3.ª       |
| Blake Lewis       | 25    | Bothell, Washington         | 2.ª       |
| Jordin Sparks     | 17    | Glendale, Arizona           | Vencedora |

### 7.ª temporada: 2008
A sétima temporada começou no dia 14 de Janeiro de 2008 e acabou em 21 de Maio de 2008. Certa polémica foi criada quando fotos do concorrente David Hernandez caíram na rede onde ele aparecia semi-nu em uma boate gay onde trabalhava como go-go boy. Diferente do que aconteceu com Frenchie Davis na segunda temporada, nenhuma punição foi aplicada a Hernandez pela produção do programa, mas ele foi inesperadamente eliminado na primeira semana das finais. Outra polémica envolveu os participantes Michael Jonhs, Kristy Lee Cook, Brooke White e Carly Smithson quando foi divulgado que os quatro já haviam gravado CDs profissionais e muitas pessoas afirmavam que apenas cantores amadores deveriam participar do programa. Os quatro participantes foram eliminados um a um depois que essa historia veio a público. Foram registrados 97 milhões de votos, o maior número de votos na história do show e David Cook foi anunciado como o vencedor em 21 de Maio de 2008 derrotando o concorrente David Archuleta por 12 milhões de votos.

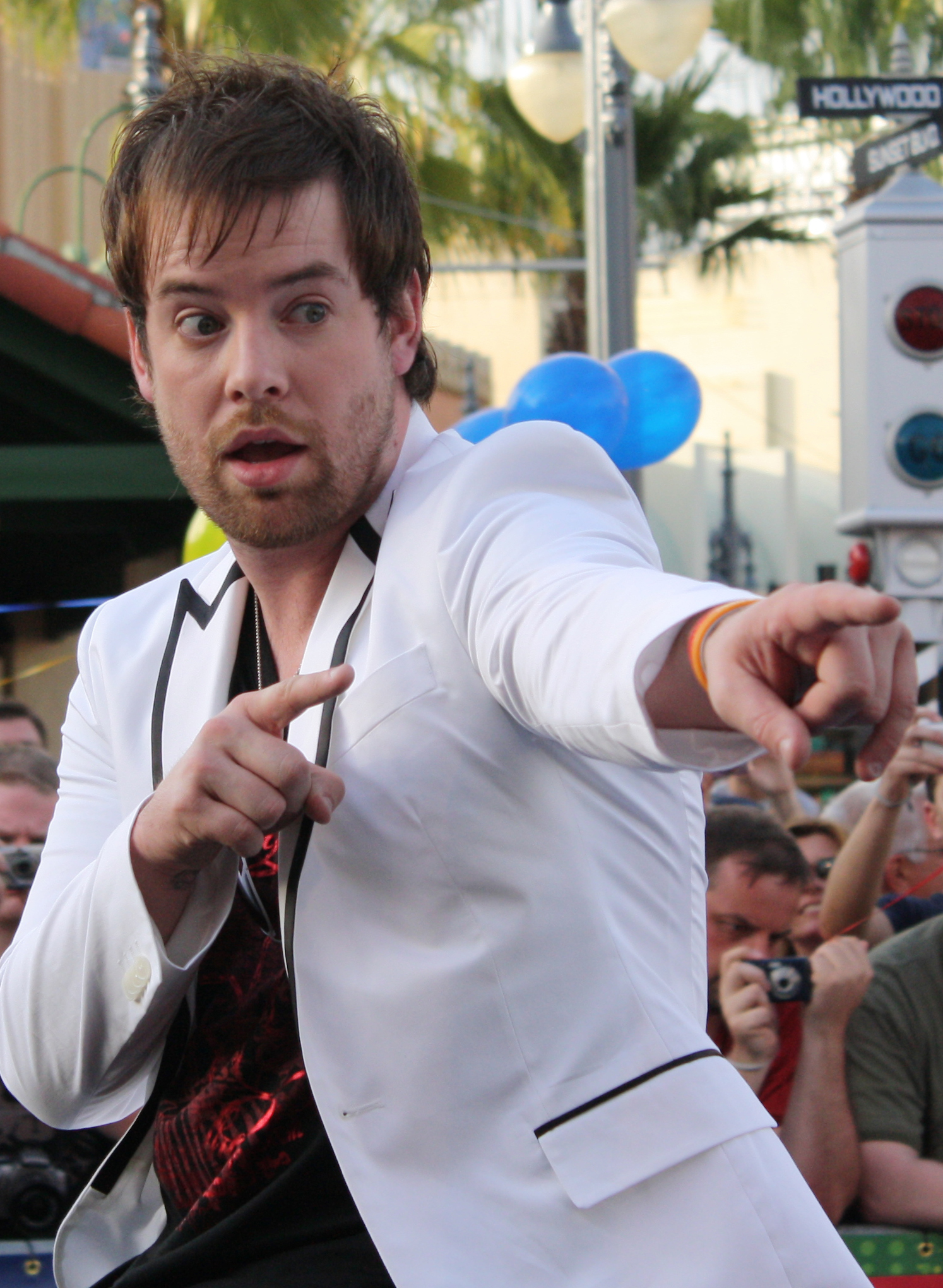
David Cook, vencedor da sétima temporada.

| Nome            | Idade | Cidade natal           | Posição  |
| --------------- | ----- | ---------------------- | -------- |
| David Hernandez |       | Glendale, Arizona      | 12.ª     |
| Amanda Overmyer | 23    | Mulberry, Indiana      | 11.ª     |
| Chikezie        | 22    | Inglewood, Califórnia  | 10.ª     |
| Ramiele Malubay | 20    | Miramar, Flórida       | 9.ª      |
| Michael Johns   | 29    | Buckhead, Geórgia      | 8.ª      |
| Kristy Lee Cook | 24    | Selma, Oregon          | 7.ª      |
| Carly Smithson  | 24    | San Diego, Califórnia  | 6.ª      |
| Brooke White    | 24    | Mesa, Arizona          | 5.ª      |
| Jason Castro    | 20    | Rockwall, Texas        | 4.ª      |
| Syesha Mercado  | 21    | Sarasota, Flórida      | 3.ª      |
| David Archuleta | 17    | Murray, Utah           | 2.ª      |
| David Cook      | 25    | Blue Springs, Missouri | Vencedor |

### 8.ª temporada: 2009
A oitava temporada começou no dia 13 de Janeiro e terminou a 20 de Maio de 2009, coroando Kris Allen como vencedor. O último show de apresentação bateu o recorde de votação com mais de 100 milhões de ligações. Diferentemente das outras temporadas que normalmente começaram suas finais com um Top 12, essa temporada começou com um top 13. Usado pela última vez na terceira temporada, o Wild Card voltou esse ano para trazer as finais participantes que não tinham conseguido votos o suficiente para passar, mas que na opinião dos jurados mereciam uma segunda chance. Foram beneficiados pelo Wild Card os participantes Anoop Desai, Matt Giraud, Jasmine Murray e Megan Joy. Pela primeira vez, um deficiente físico chegou as finais do programa: o deficiente visual Scott MacIntyre. Foi dado aos jurados o poder de salvar alguém da eliminação se caso eles achassem que essa pessoa não merecia ir embora. A "Salvação dos Jurados" podia ser usada apenas uma vez para cada participante até o Top 5 e foi usada uma única vez em benefício de Matt Giraud.

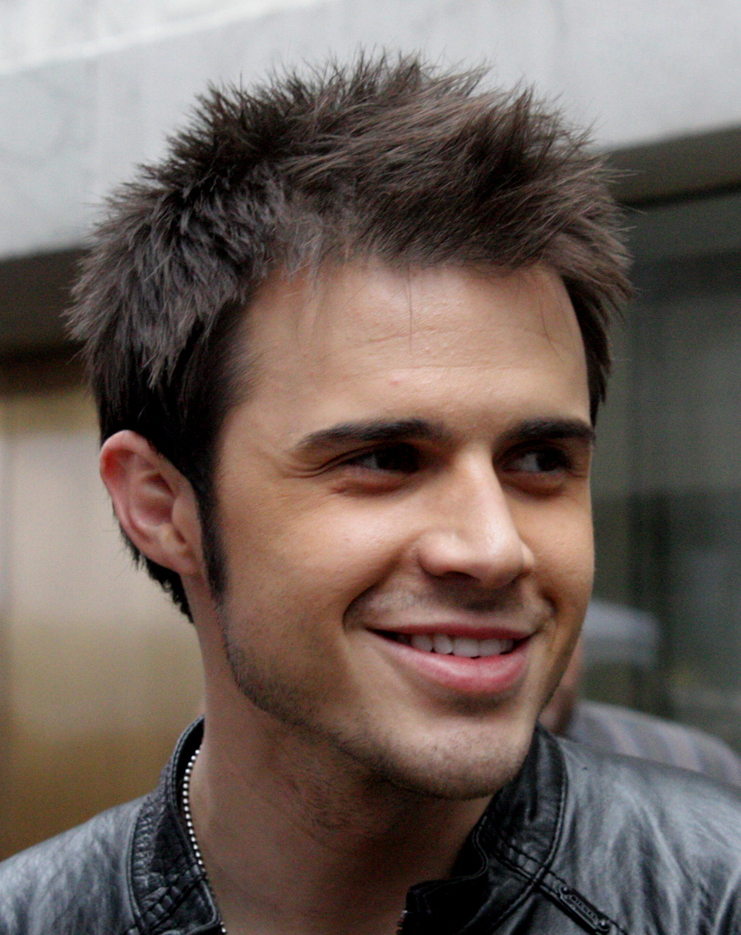
Kris Allen, vencedor da oitava temporada.

| Nome            | Idade | Cidade natal                   | Posição  |
| --------------- | ----- | ------------------------------ | -------- |
| Jasmine Murray  | 16    | Starkville, Mississippi        | 13.ª     |
| Jorge Núñez     | 21    | Carolina, Porto Rico           | 13.ª     |
| Alexis Grace    | 21    | Memphis, Tennessee             | 11.ª     |
| Michael Sarver  | 27    | Jasper, Texas                  | 10.ª     |
| Megan Joy       | 22    | Sandy, Utah                    | 9.ª      |
| Scott MacIntyre | 23    | Scottsdale, Arizona            | 8.ª      |
| Lil Rounds      | 23    | Memphis, Tennessee             | 7.ª      |
| Anoop Desai     | 21    | Chapel Hill, Carolina do Norte | 7.ª      |
| Matt Giraud     | 23    | Kalamazoo, Michigan            | 5.ª      |
| Allison Iraheta | 16    | Los Angeles, Califórnia        | 4.ª      |
| Danny Gokey     | 28    | Milwaukee, Wisconsin           | 3.ª      |
| Adam Lambert    | 27    | San Diego, Califórnia          | 2.ª      |
| Kris Allen      | 23    | Conway, Arkansas               | Vencedor |

### 9.ª temporada: 2010
A nona temporada teve sua estreia na noite de 2 de Janeiro de 2010, mostrando as audições abertas na cidade de Boston. O vencedor do programa foi Lee DeWyze, derrotando Crystal Bowersox. O estilo das semi-finais voltou a ser o mesmo da 4.ª a 7.ª temporada e também voltou a ser utilizado o Wild Card que havia sido colocado na 8.ª temporada. A final terminou com várias homenagens ao jurado Simon Cowell, que se despedia do programa. No dia 7 de Abril, o Wild Card foi usado em benefício de Michael Lynche. Como a salvação foi usada em favor de Michael Lynche, dois foram eliminados na semana seguinte, sendo Andrew Garcia e Katie Stevens.

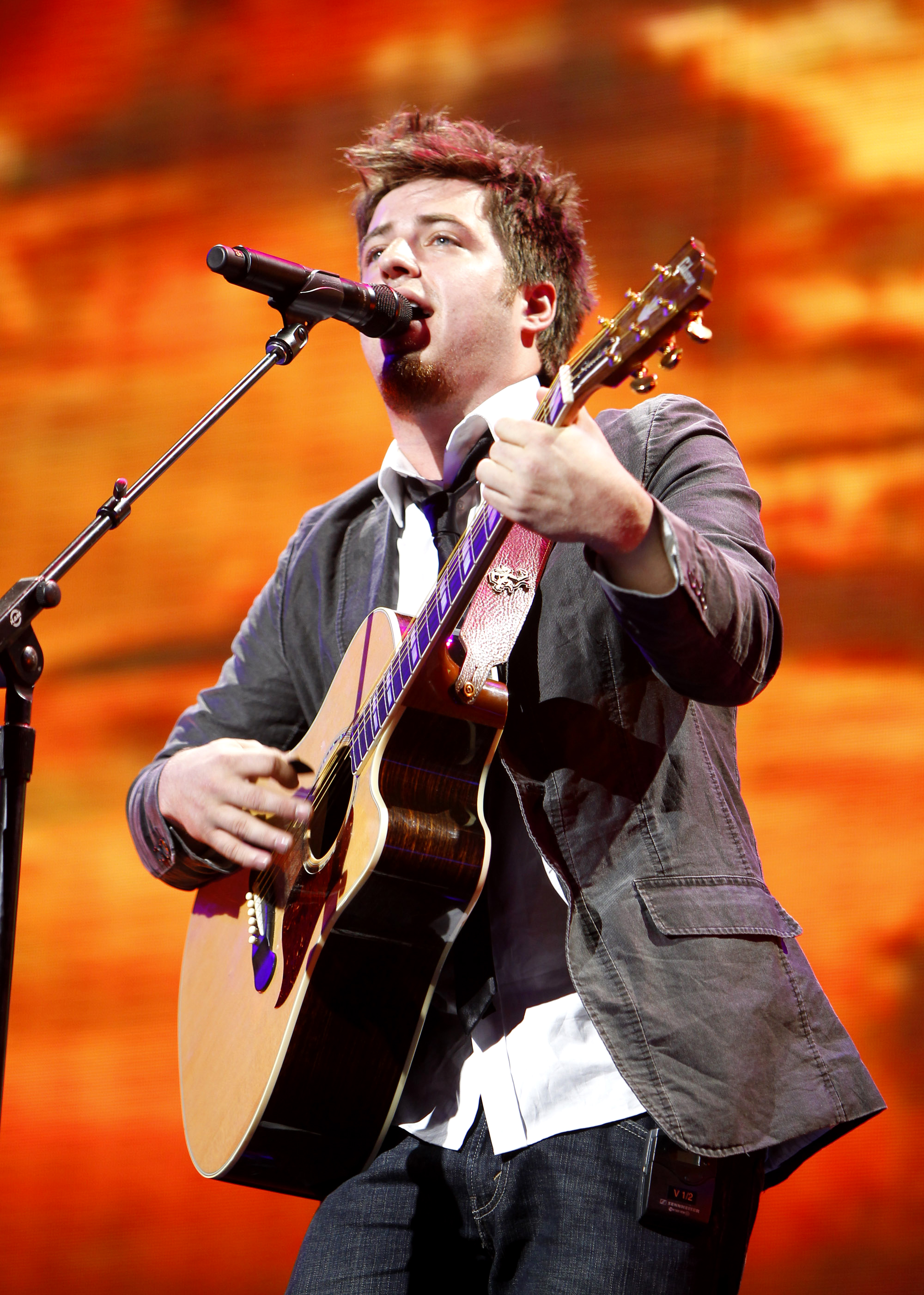
Lee DeWyze, vencedor da nona temporada.

| Nome             | Idade | Cidade natal              | Posição  |
| ---------------- | ----- | ------------------------- | -------- |
| Lacey Brown      | 24    | Amarillo, Texas           | 12.ª     |
| Paige Miles      | 24    | Naples, Flórida           | 11.ª     |
| Didi Benami      | 23    | Hollywood, Califórnia     | 10.ª     |
| Andrew Garcia    | 24    | Moreno Valley, Califórnia | 9.ª      |
| Katie Stevens    | 17    | Middlebury, Connecticut   | 9.ª      |
| Tim Urban        | 20    | Duncanville, Texas        | 7.ª      |
| Siobhan Magnus   | 19    | Cabo Cod, Massachusetts   | 6.ª      |
| Aaron Kelly      | 16    | Sonestown, Pensilvánia    | 5.ª      |
| Michael Lynche   | 26    | São Petersburgo, Flórida  | 4.ª      |
| Casey James      | 27    | Fort Worth, Texas         | 3.ª      |
| Crystal Bowersox | 23    | Elliston, Ohio            | 2.ª      |
| Lee DeWyze       | 23    | Mount Prospect, Illinóis  | Vencedor |

### 10.ª temporada: 2011
A décima temporada de American Idol estreou na noite de 27 de Janeiro de 2011. Na semana do Top 24, houve um acontecimento inédito: os cinco mais votados de cada género ganhavam uma vaga garantida e os quatorze restantes concorrentes foram para uma rodada do Wild Card, na qual os jurados tiveram de escolher três concorrentes para formar o Top 13. Suas escolhas foram Ashthon Jones, Stefano Langone e Naima Adedapo. Os participantes contaram, em todas as semanas, com o apoio do produtor Jimmy Iovine, que actuou ao longo de toda a temporada como mentor residente, além de outras personalidades da música convidadas para auxiliar os participantes em datas específicas. Esta foi a primeira temporada na qual as inscrições foram permitidas a concorrentes de 15 anos, o que deu chance à Lauren Alaina e levou à realização da final com os concorrentes mais jovens da história do programa: Scotty McCreery, com 17 anos, e Alaina, com 16 anos. A 25 de Maio], Scotty McCreery foi eleito o campeão.

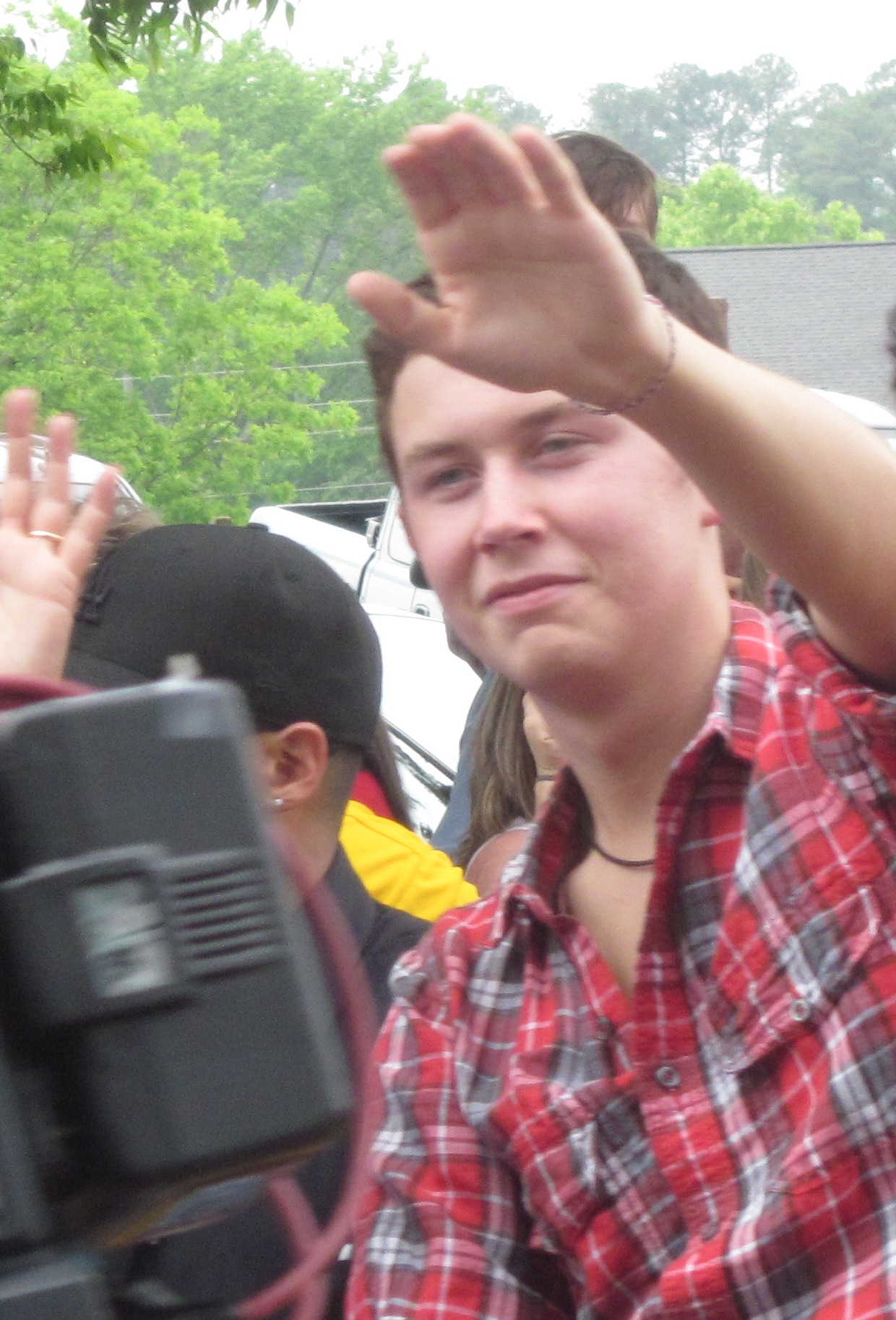
Scotty McCreery, vencedor da décima temporada.

| Nome            | Idade | Cidade natal                    | Posição  |
| --------------- | ----- | ------------------------------- | -------- |
| Ashthon Jones   | 24    | Goodlettsville, Tennessee       | 13.ª     |
| Karen Rodriguez | 21    | Nova Iorque, Nova Iorque        | 12.ª     |
| Thia Megia      | 16    | Mountain House, Califórnia      | 11.ª     |
| Naima Adedapo   | 26    | Milwaukee, Wisconsin            | 11.ª     |
| Pia Toscano     | 22    | Howard Beach, Nova Iorque       | 9.ª      |
| Paul McDonald   | 26    | Nashville, Tennessee            | 8.ª      |
| Stefano Langone | 21    | Kent, Washington                | 7.ª      |
| Casey Abrams    | 20    | Idyllwild-Pine Cove, Califórnia | 6.ª      |
| Jacob Lusk      | 23    | Compton, Califórnia             | 5.ª      |
| James Durbin    | 22    | Santa Cruz, Califórnia          | 4.ª      |
| Haley Reinhart  | 20    | Wheeling, Illinóis              | 3.ª      |
| Lauren Alaina   | 16    | Rossville, Geórgia              | 2.ª      |
| Scotty McCreery | 17    | Garner, Carolina do Norte       | Vencedor |

### 11.ª temporada: 2012
A décima primeira temporada de American Idol estreou na noite de 18 de Janeiro de 2012. A grande novidade do programa ficou por conta do número de semi-finalistas: ao invés de 24 concorrentes, houve 25 na semifinal, visto que o participante Jermaine Jones fora trazido de volta após os 12 homens e 12 mulheres já terem sido escolhidos pelo trio de jurados. O sistema a partir daí foi o mesmo da edição anterior: 5 homens e 5 mulheres foram escolhidos como finalistas pelo público e outros 3 participantes foram escolhidos pelos jurados, independentemente do sexo, para fechar o Top 13. As escolhas foram Erika Van Pelt, Jeremy Rosado e DeAndre Brackensick. Phillip Phillips foi votado como o vencedor da temporada, derrotando Jessica Sanchez.

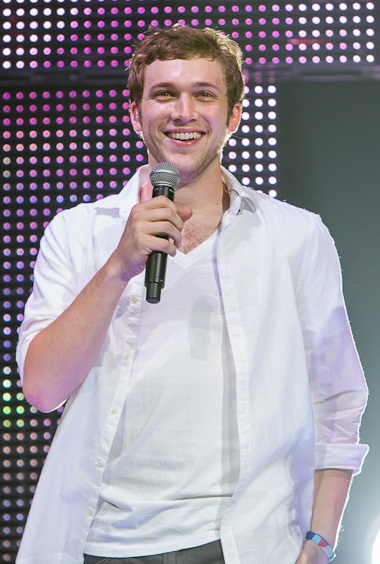
Phillip Phillips, vencedor da décima primeira temporada.

| Nome                | Idade | Cidade natal                   | Posição  |
| ------------------- | ----- | ------------------------------ | -------- |
| Jeremy Rosado       | 19    | Valrico, Flórida               | 13.ª     |
| Jermaine Jones      | 25    | Pine Hill, Nova Jérsia         | 12.ª     |
| Shannon Magrane     | 16    | Tampa, Flórida                 | 11.ª     |
| Erika Van Pelt      | 26    | South Kingstown, Ilha de Rodes | 10.ª     |
| Heejun Han          | 22    | Flushing, Nova Iorque          | 9.ª      |
| DeAndre Brackensick | 17    | San Jose, Califórnia           | 8.ª      |
| Colton Dixon        | 20    | Murfreesboro, Tennessee        | 7.ª      |
| Elise Testone       | 28    | Charleston, Carolina do Sul    | 6.ª      |
| Skylar Laine        | 18    | Brandon, Mississippi           | 5.ª      |
| Hollie Cavanagh     | 18    | McKinney, Texas                | 4.ª      |
| Joshua Ledet        |       | Westlake, Los Angeles          | 3.ª      |
| Jessica Sanchez     | 16    | San Diego, Califórnia          | 2.ª      |
| Phillip Phillips    | 21    | Leesburg, Geórgia              | Vencedor |

### 12.ª temporada: 2013
Os 10 finalistas iniciaram com cinco homens e cinco mulheres, contudo, os finalistas masculinos foram eliminados consecutivamente nas primeiras cinco semanas, com Lazaro Arbos sendo o último a ser eliminado. Pela primeira vez na história do programa, as 5 finalistas eram apenas mulheres. Foi também a primeira vez que a oportunidade de salvar um concorrente não foi usada, então, os quatro finalistas receberam uma semana extra na qual puderam cantar sem se preocupar com a eliminação. Candice Glover foi anunciada como a vencedora da temporada, tornando-se a primeira vencedora feminina desde Jordin Sparks na sexta temporada.

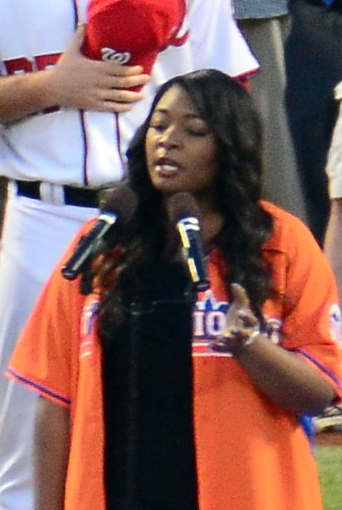
Candice Glover, vencedora da décima segunda temporada.

| Nome              | Idade | Cidade natal                         | Posição   |
| ----------------- | ----- | ------------------------------------ | --------- |
| Curtis Finch, Jr. | 24    | St. Louis, Missouri                  | 10.ª      |
| Paul Jolley       | 23    | Palmersville, Tennessee              | 9.ª       |
| Devin Velez       | 18    | Chicago, Illinóis                    | 8.ª       |
| Burnell Taylor    | 19    | Nova Orleães, Louisiana              | 7.ª       |
| Lazaro Arbos      | 22    | Naples, Flórida                      | 6.ª       |
| Janelle Arthur    | 23    | Oliver Springs, Tennessee            | 5.ª       |
| Amber Holcomb     | 19    | Houston, Texas                       | 4.ª       |
| Angie Miller      | 19    | Beverly, Massachusetts               | 3.ª       |
| Kree Harrison     | 22    | Woodville, Texas                     | 2.ª       |
| Candice Glover    | 23    | Saint Helena Island, Carolina do Sul | Vencedora |

### 13.ª temporada: 2014
A décima terceira temporada foi a primeira na qual os concorrentes tiveram a oportunidade de interpretar canções compostas por si mesmos. Embora tenha recebido a menor quantidade de votos, Sam Woolf foi salvo da eliminação pelos jurados. No fim, Caleb Johnson foi o grande vencedor.
| Nome             | Idade | Cidade natal                 | Posição  |
| ---------------- | ----- | ---------------------------- | -------- |
| Kristen O'Connor | 24    | Sebastian, Flórida           | 13.ª     |
| Emily Piriz      | 18    | Orlando, Flórida             | 12.ª     |
| Ben Briley       | 24    | Gallatin, Tennessee          | 11.ª     |
| MK Nobilette     | 20    | São Francisco, Califórnia    | 10.ª     |
| Majesty Rose     | 21    | Goldsboro, Carolina do Norte | 9.ª      |
| Malaya Watson    | 16    | Southfield, Michigan         | 8.ª      |
| Dexter Roberts   | 22    | Fayette, Alabama             | 7.ª      |
| CJ Harris        | 23    | Jasper, Alabama              | 6.ª      |
| Sam Woolf        | 17    | Brandeton, Flórida           | 5.ª      |
| Jessica Meuse    | 23    | Slapout, Alabama             | 4.ª      |
| Alex Preston     | 20    | Mont Vernon, Nova Hampshire  | 3.ª      |
| Jena Irene       | 17    | Farmington Hills, Michigan   | 2.ª      |
| Caleb Johnson    | 23    | Asheville, Carolina do Norte | Vencedor |

### 14.ª temporada: 2015
Dentre as outras mundanças ocorridas na temporada, apenas um episódio foi transmitido por semana durante as 10 rondas finais. Nick Fradiani foi o vencedor da décima quarta temporada, fazendo com que Clark Beckham terminasse em segundo lugar. Com este feito, Fradiani tornou-se o primeiro vencedor do programa nativo do noroeste dos EUA e ainda assinou um contrato discográfico com a Big Machine Records.

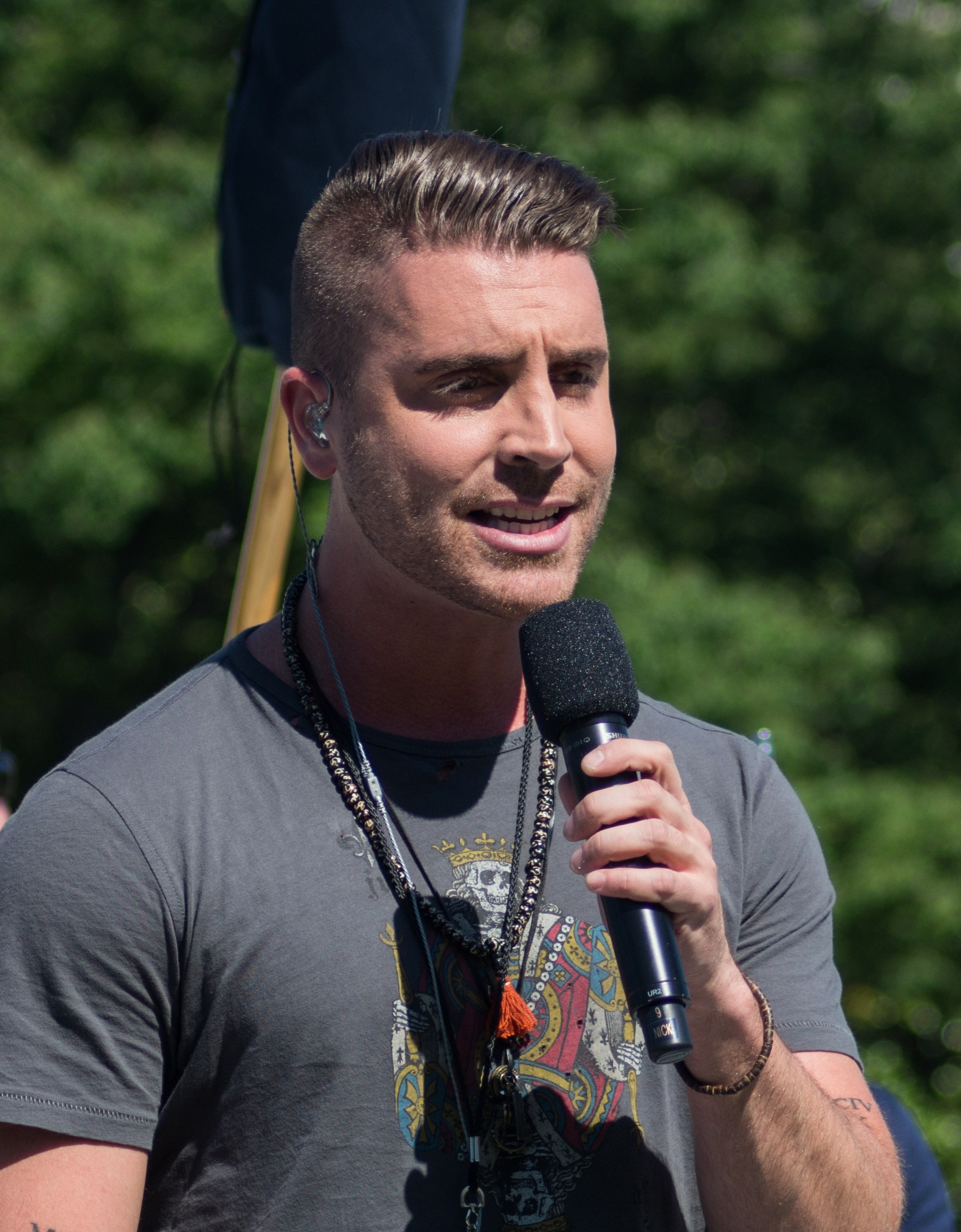
Nick Fradiani, vencedor da décima quarta temporada.

| Nome              | Idade | Cidade natal                | Posição  |
| ----------------- | ----- | --------------------------- | -------- |
| Sarina-Joi Crowe  | 19    | Columbia, Tennessee         | 12.ª     |
| Maddie Walker     | 17    | Ankeny, Iowa                | 11.ª     |
| Adanna Duru       | 18    | Diamond Bar, Califórnia     | 11.ª     |
| Daniel Seavey     | 15    | Portland, Oregon            | 9.ª      |
| Qaasim Middleton  | 19    | Brooklyn, Nova Iorque       | 8.ª      |
| Joey Cook         | 23    | Woodbridge, Virgínia        | 7.ª      |
| Quentin Alexander | 20    | Nova Orleães, Louisiana     | 6.ª      |
| Tyanna Jones      | 16    | Jacksonville, Flórida       | 5.ª      |
| Rayvon Owen       | 23    | Richmond, Virgínia          | 4.ª      |
| Jax               | 19    | East Brunswick, Nova Jérsia | 3.ª      |
| Clark Beckham     | 22    | White House, Tennessee      | 2.ª      |
| Nick Fradiani     | 29    | Guilford, Connecticut       | Vencedor |

### 15.ª temporada: 2016
Foi anunciado pela Fox através de uma conferência de imprensa a 11 de Maio de 2015 que a décima quinta temporada de American Idol seria a sua última, então esperava-se que a temporada focasse-se mais nos concorrentes ao invés dos jurados. A temporada teve quatro semanas a menos em comparação a anos anteriores. Na noite de 7 de Abril de 2016, Trent Harmon foi revelado o vencedor, com La'Porsha Renae terminando em segundo lugar. 
| Nome             | Idade | Cidade natal                     | Posição  |
| ---------------- | ----- | -------------------------------- | -------- |
| Gianna Isabella  | 15    | Jackson Township, Nova Jérsia    | 10.ª     |
| Olivia Rox       | 17    | Agoura Hills, Califórnia         | 10.ª     |
| Lee Jean         | 16    | Bluffton, Carolina do Sul        | 8.ª      |
| Avalon Young     | 21    | San Diego, Califórnia            | 8.ª      |
| Tristan McIntosh | 16    | Nashville, Tennessee             | 6.ª      |
| Sonika Vaid      | 20    | Martha's Vineyard, Massachusetts | 5.ª      |
| MacKenzie Bourg  | 23    | Lafayette, Louisiana             | 4.ª      |
| Dalton Rapattoni | 20    | Dallas, Texas                    | 3.ª      |
| La'Porsha Renae  | 22    | McComb, Mississippi              | 2.ª      |
| Trent Harmon     | 26    | Amory, Mississippi               | Vencedor |

### 16.ª temporada: 2018
Maddie Poppe, nativa de Clarksville, Iowa, foi anunciada como a vencedora da temporada na noite de 21 de Maio de 2018, enquanto Caleb Lee Hutchinson terminou em segundo lugar. Além de ser a primeira concorrente nativa do estado do Iowa a vencer o programa, Poppe foi também a primeira finalista feminina desde Candice Glover na décima segunda temporada, a primeira finalista feminina a conseguir mais votos que um finalista masculino na final desde Jordin Sparks na sexta temporada, e também a primeira vencedora feminina branca desde Carrie Underwood na quarta temporada.
| Nome                 | Idade | Cidade natal                   | Posição   |
| -------------------- | ----- | ------------------------------ | --------- |
| Jonny Brenns         | 18    | St. Augustine, Flórida         | 14.ª      |
| Marcio Donaldson     | 28    | Compton, Califórnia            | 14.ª      |
| Garrett Jacobs       | 18    | Bossier City, Louisiana        | 14.ª      |
| Mara Justine         | 15    | Galloway Township, Nova Jérsia | 14.ª      |
| Dennis Lorenzo       | 26    | Filadélfia, Pensilvánia        | 10.ª      |
| Michelle Sussett     | 22    | Miami, Flórida                 | 10.ª      |
| Ada Vox              | 24    | San Antonio, Texas             | 10.ª      |
| Jurnee               | 18    | Denver, Colorado               | 7.ª       |
| Catie Turner         | 17    | Langhorne, Pensilvânia         | 7.ª       |
| Cade Foehner         | 21    | Shelbyville, Texas             | 5.ª       |
| Michael J. Woodard   | 20    | Filadélfia, Pensilvânia        | 5.ª       |
| Gabby Barrett        | 17    | Petersburg, Pensilvânia        | 3.ª       |
| Caleb Lee Hutchinson | 19    | Dallas, Geórgia                | 2.ª       |
| Maddie Poppe         | 20    | Clarksville, Iowa              | Vencedora |